# جون هنري بوب
جون هنري بوب هو فلاح وشخصية أعمال وسياسي كندي، ولد في 19 ديسمبر 1819، وتوفي في 1 أبريل 1889 في أوتاوا في كندا. نشط حزبياً في Liberal-Conservative Party ‏. وقد انتخب عضو مجلس العموم الكندي.